# Ambegudin
Ambegudin – gaun wikas samiti we wschodniej części Nepalu w strefie Meći w dystrykcie Taplejung. Według nepalskiego spisu powszechnego z 2001 roku liczył on 528 gospodarstw domowych i 3018 mieszkańców (1545 kobiet i 1473 mężczyzn).